# Відіна
Відіна (словац. Vidiná) — село, громада округу Лученець, Банськобистрицький край, центральна Словаччина, регіон Новоград. Кадастрова площа громади — 5,49 км².
Населення 1791 особа (станом на 31 грудня 2017 року).

## Історія
Відіна згадується в 1325 році.

## Населення
| Рік:            | 1994. | 2004.   | 2014.   | 2024.   |
| --------------- | ----- | ------- | ------- | ------- |
| Кількість осіб: | 1726  | 1851    | 1830    | 1704    |
| Різниця:        |       | +7,24 % | -1,13 % | -6,88 % |

| Рік:            | 2023. | 2024.   |
| --------------- | ----- | ------- |
| Кількість осіб: | 1702  | 1704    |
| Різниця:        |       | +0,11 % |